# Aero A-18
Aero A-18 — czechosłowacki samolot myśliwski z okresu międzywojennego.

## Historia
Samolot został zaprojektowany przez inż. A. Husnika z wytwórni lotniczej Aero w 1923 roku jako kontynuacja wcześniejszych konstrukcji Aero Ae-04, aby spełnić wymagania stawiane przez armię czechosłowacką.
Prototyp samolotu został oblatany w marcu 1923 roku, a następnie wprowadzony do produkcji seryjne w zamówionej serii 20 samolotów tego typu. Po wyprodukowaniu tych samolotów zrezygnowano z dalszej produkcji samolotów wobec wprowadzenia do produkcji nowszych konstrukcji A-19 i A-20.
Oprócz serii samolotów przeznaczonych dla lotnictwa wojskowego, w wytwórni zbudowano jeszcze dwa samoloty tego typu przeznaczone do wyścigów lotniczych, w których zastosowano mocniejsze silniki Walter W-IV o mocy 300 KM. Miały także krótsze skrzydła od wersji wojskowej, a przez to mniejsza powierzchnie nośna. Samoloty te zostały oznaczone jako A.18B i A.18C.

## Użycie bojowe samolotu
Samoloty Aero A-18 wprowadzono do lotnictwa czechosłowackiego w 1924 roku w eskadrach myśliwskich 2 Pułku Lotniczego w Ołomuńcu, gdzie były użytkowane do 1931 roku, gdy zastąpiono je nowszymi typami samolotów.
Samoloty w wersji sportowej A-18B i A-18C były użytkowane w zawodach lotniczych w latach 1923 – 1924, jednak z uwagi na ich zawodność szybko wycofano je z użytku.

## Opis techniczny
Samolot Aero A-18 był dwupłatowym samolotem myśliwskim o konstrukcji mieszanej. Dolne płaty skrzydeł były krótsze niż górne. Kabina odkryta. Podwozie klasyczne – stałe, kołowe, istniała możliwość zamontowania płóz do lądowania na śniegu. Napęd stanowił silnik rzędowy Walter W-III produkcji czechosłowackiej, który był licencyjną wersją niemieckiego silnika BMW IIIa.
Samolot wyposażony był w dwa zsynchronizowane ze śmigłem karabiny maszynowe Vickers kal. 7,7 mm umieszczone w kadłubie, z zapasem 500 szt. naboi.